# الانتخابات العامة في مالطا 2022
أجريت الانتخابات العامة في مالطا في 26 مارس 2022 لانتخاب أعضاء مجلس النواب.
بعد انتخابات يونيو 2017، احتفظ حزب العمل (PL)، الذي يحكم مالطا منذ 2013، بأغلبية في مجلس النواب، وظل جوزيف موسكات رئيسًا للوزراء. اغتيلت دافني كاروانا غاليزيا بعد بضعة أشهر من الانتخابات، وبدأت أزمة سياسية، بلغت ذروتها لاحقًا في سلسلة من الاحتجاجات الجماهيرية في أواخر عام 2019. استقال موسكات في يناير 2020 وخلفه روبرت أبيلا. وفي وقت لاحق من ذلك العام، جاء برنارد جريتش خلفًا لـ أدريان ديليا كزعيم للحزب الوطني.
قدمت ستة أحزاب مرشحين لها في الانتخابات العامة. وُصفت فترة الحملة الانتخابية على أنها أهدأ فترة انتخابات منذ عقود، بعد أن طغت عليها الأحداث الخارجية. وقد أشارت استطلاعات الرأي إلى حدوث انخفاض آخر في شعبية حزب العمل.

## خلفية

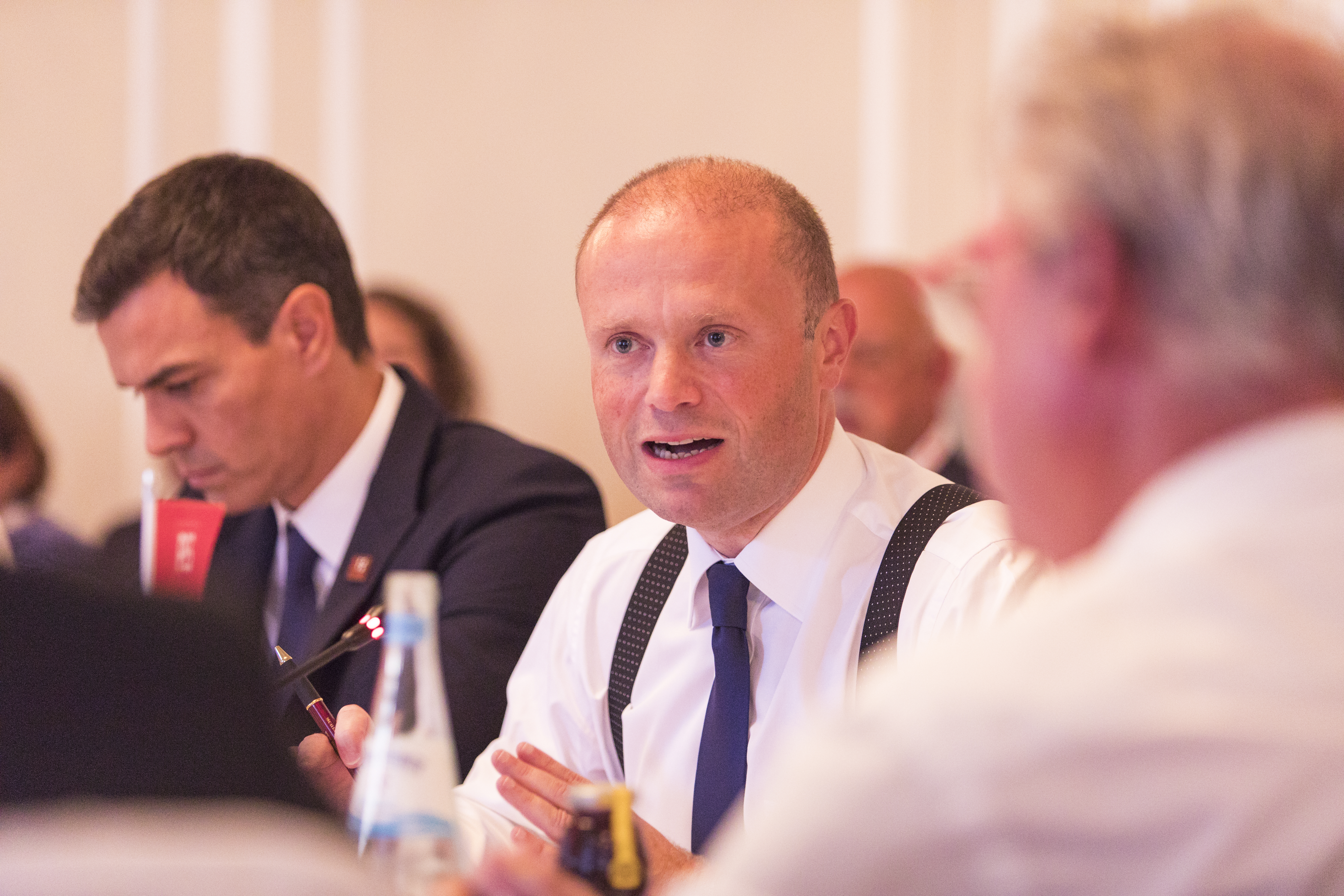
شغل جوزيف موسكات منصب رئيس وزراء مالطا من عام 2013 حتى استقالته في عام 2020.

أسفرت الانتخابات السابقة، التي أجريت في يونيو 2017، عن حصول حزب العمل، الذي يحكم البلاد منذ 2013، على 55٪ من الأصوات الشعبية و37 من أصل 67 مقعدًا في مجلس النواب. وعلى الرغم من مزاعم الفساد تجاه جوزيف موسكات، الذي شغل منصب رئيس وزراء مالطا منذ 2013، تجددت ثقة الحكومة في هذه الانتخابات. وبعد الانتخابات، استقال سيمون بوسوتيل من منصب زعيم الحزب الوطني، وحل محله أدريان ديليا. كانت دافني كاروانا غاليزيا، وهي كاتبة وناشطة في مجال مكافحة الفساد قد كشفت عن السياسيين العماليين كونراد ميززي وكيث شيمبري بعد تسميتها في تسريب أوراق بنما، وقد اغتيلت في أكتوبر 2017 في هجوم بسيارة مفخخة. أدى الاغتيال إلى أزمة سياسية بلغت ذروتها خلال عام 2019. وبعد ذلك، نُظمت احتجاجات جماهيرية بين نوفمبر 2019 ويناير 2020 في مالطا والشتات المالطي. أعلن موسكات استقالته في ديسمبر 2020 واستقال بعد شهر. ظل موسكات عضوًا في مجلس النواب، لكنه استقال في أكتوبر 2020.
فاز روبرت أبيلا في الانتخابات التالية لقيادة حزب العمل، وهزم كريس فيرن. وأدى اليمين في 13 يناير 2020. وقد عَين أبيلا ميريام دالي وكلايد كاروانا في الحكومة الجديدة. ومع ذلك، استقال نائب زعيم حزب العمل كريس كاردونا وتقاعد من السياسة بعد عدم إدراجه في حكومة أبيلا الجديدة. في أكتوبر 2020، صار برنارد جريتش، زعيم للمعارضة البرلمانية. استقالت وزيرة التعليم جوستين كاروانا في ديسمبر 2021، بعد مزاعم بأنها أساءت استخدام سلطتها. كما استقال النائب سيلفيو جريكستي من مجلس النواب في ذلك الشهر.

## النظام الانتخابي
يجري انتخاب أعضاء البرلمان من 13 دائرة انتخابية من خمسة مقاعد عن طريق التصويت الفردي القابل للتحويل. يجري انتخاب المرشحين الذين يجتازون حصة Hagenbach-Bischoff في الجولة الأولى، وتُنقل أي أصوات فائضة إلى المرشحين الباقين، الذين سيجري انتخابهم إذا كان هذا يسمح لهم باجتياز الحصة. ثم يُستبعد المرشحون الأقل مرتبة واحدًا تلو الآخر مع نقل تفضيلاتهم إلى المرشحين الآخرين، الذين يجري انتخابهم عند اجتيازهم الحصة، حتى تمتلئ جميع المقاعد الخمسة. إذا فاز حزب بأغلبية أصوات التفضيل الأول لكنه فشل في تحقيق الأغلبية البرلمانية، يُمنح مقاعد ليصل إلى أغلبية بمقعد واحد، إذا كان واحدًا من حزبين فقط حصلا على مقاعد. في عام 2018، خفضت حكومة مالطا سن الاقتراع الوطني إلى 16 سنة. وبسبب وباء COVID-19، جرت الترتيبات للتصويت عبر السيارة. على الرغم من إجراء الانتخابات في ظل نظام تفضيلي نسبي، إلا أن مالطا لديها نظام مستقر من حزبين، حيث يوجد الحزب الوطنيي وحزب العمل، اللذان لديهما فرصة واقعية لتشكيل حكومة. لم تكن هناك حاجة لحكومات ائتلافية منذ عام 1953. قبل انتخابات عام 2017، عندما فاز الحزب الديمقراطي بمقعدين في قائمة مشتركة مع حزب PN، كانت آخر مرة فاز فيها حزب آخر غير الحزب الوطني أو حزب العمل بمقاعد في عام 1962.
بعد الكثير من التكهنات، أعلن أبيلا موعد الانتخابات في 20 فبراير 2022، على أن تُجرى الانتخابات في 26 مارس. في وقت سابق من صباح ذلك اليوم، قام الرئيس جورج فيلا بحل مجلس النواب بناء على توصية أبيلا.

## الأحزاب السياسية
يسرد الجدول أدناه الأحزاب الممثلة في مجلس النواب بعد الانتخابات العامة لعام 2017.
| اسم | اسم       | أيديولوجيا             | الموقف السياسي | قائد          | نتيجة 2017  | نتيجة 2017 |
| اسم | اسم       | أيديولوجيا             | الموقف السياسي | قائد          | الأصوات (٪) | مقاعد      |
| --- | --------- | ---------------------- | -------------- | ------------- | ----------- | ---------- |
|     | حزب العمل | الديمقراطية الاجتماعية | يسار الوسط     | جوزيف موسكات  | 55.04٪      | 37 / 67    |
|     | PN - PD   | الديمقراطية المسيحية   | الوسط          | سيمون بوسوتيل | 43.68٪      | 30 / 67    |

### تكوين ما قبل الانتخابات
خلال الفترة 2017-2022، استقال العديد من النواب ؛ حيث استقال إيمانويل ماليا عند تعيينه في منصب المفوض السامي المالطي للمملكة المتحدة. واستقالت هيلينا دالي عند تعيينها كمفوضة أوروبية. واستقال إتيان جريتش لأسباب شخصية. واستقال إدوارد شيكلونا وعُين محافظًا لبنك مالطا المركزي بعد استقالته. وفاز جافين جوليا بالسباق لشغل مقعده، لكنه استقال على الفور تقريبًا بعد أداء اليمين، وهي خطوة لم يُنظر إليها على أنها ديمقراطية. شغل مقعد جوليا مفوض الإعاقة آنذاك أوليفر شيكلونا.
استقال مارثيس بورتيلي لتولي وظيفة داخل جمعية مطوري مالطا. واستقال ديفيد ثاك، الذي شغل مقعدًا شاغرًا (مقعد بوسوتيل)، بسبب فضيحة ضريبية. وتوفي فريدريك أزوباردي بسبب المرض في أكتوبر 2020.
|       |              |         |  |  |  |  |
| الحزب | الحزب        | المقاعد |  |  |  |  |
|       | حزب العمل    | 36      |  |  |  |  |
|       | الحزب الوطني | 28      |  |  |  |  |
|       | مستقل        | 3       |  |  |  |  |

### الأحزاب المشاركة
قدم حزب العمل 122 مرشحا بينما تمكن الحزب الوطني من تقديم 108 مرشحًا. قدم حزب ABBA ما مجموعه 29 مرشحًا، بينما قدم AD+PD أوراق 20 مرشحًا، وقدم حزب الشعب 15 مرشحًا. بينما قدمت فولت مالطا أربعة مرشحين فقط.
| الاسم | الاسم                | التأسيس | القائد                    | أيديولوجيا         | الموقف السياسي |
| ----- | -------------------- | ------- | ------------------------- | ------------------ | -------------- |
|       | حزب العمل            | 1920    | روبرت أبيلا               | ديمقراطية اجتماعية | يسار الوسط     |
|       | الحزب الوطني (مالطا) | 1926    | Bernard Grech             | ديمقراطية مسيحية   | يمين الوسط     |
|       | AD+PD                | 2020    | Carmel Cacopardo          | سياسة خضراء        | يسار الوسط     |
|       | حزب الشعب            | 2020    | Paul Salomone             | شعبوية يمينية      | يمين متطرف     |
|       | فولت مالطا ‏          | 2021    | Arnas Lasys Alexia DeBono | تقدمية             | وسطية (سياسة)  |
|       | ABBA                 | 2021    | Ivan Grech Mintoff        | يمين مسيحي         | يمينية         |

## النتائج
بدأت مراكز التصويت من الساعة 7:00 بالتوقيت المحلي (توقيت وسط أوروبا + 01:00) حتى الساعة 22:00، وكان هناك 355,075 مواطنًا لهم الحق في التصويت في الانتخابات العامة. أُعلن عن نسبة الإقبال في الساعة 14:00 حيث بلغت نسبة 44.8٪، وهي أقل بثماني نقاط عن عام 2017. وفقًا للجنة الانتخابية في مالطا، فقد صوت ما مجموعه 303,575 مواطنًا، مما يجعلها أقل نسبة مشاركة منذ انتخابات عام 1955.
|                                                 |                                 |         |        |         |      |
| الحزب                                           | الحزب                           | الأصوات | %      | المقاعد | +/–  |
|                                                 | حزب العمل                       | 162٬707 | 55.11  | 38      | +1   |
|                                                 | الحزب الوطني                    | 123٬233 | 41.74  | 29      | +1   |
|                                                 | AD+PD ‏                          | 4٬747   | 1.61   | 0       | −2   |
|                                                 | حزب الشعب                       | 1٬533   | 0.52   | 0       | جديد |
|                                                 | ABBA                            | 1٬364   | 0.46   | 0       | جديد |
|                                                 | فولت مالطا ‏                     | 382     | 0.13   | 0       | جديد |
|                                                 | مستقلون                         | 1٬282   | 0.43   | 0       | 0    |
| المجموع                                         | المجموع                         | 295٬248 | 100.00 | 67      | 0    |
|                                                 |                                 |         |        |         |      |
| الأصوات الصحيحة                                 | الأصوات الصحيحة                 | 295٬248 | 97.11  |         |      |
| الأصوات الباطلة والفارغة                        | الأصوات الباطلة والفارغة        | 8٬802   | 2.89   |         |      |
| مجموع الأصوات                                   | مجموع الأصوات                   | 304٬050 | 100.00 |         |      |
| الناخبين المسجلين ومعدل الإقبال                 | الناخبين المسجلين ومعدل الإقبال | 355٬075 | 85.63  |         |      |
| المصدر: مالطا اليوم، مفوضية الانتخابات في مالطا |                                 |         |        |         |      |

## ما بعد الانتخابات
أعلن حزب العمل فوزه في الانتخابات العامة بعد وقت قصير من الساعة 11:00 (التوقيت العالمي المنسق + 01:00) بهامش أكثر من 30 ألف صوت. واعترف برنارد جريتش، زعيم الحزب الوطني بالهزيمة. وكان جريتش قد صرح سابقًا أنه إذا خسر الحزب الوطني الانتخابات العامة، فسوف ينافس على قيادة الحزب الوطني مرة أخرى.